# Redan Ridge Cemetery No.2
Redan Ridge Cemetery No.2 is een Britse militaire begraafplaats met gesneuvelden uit de Eerste Wereldoorlog, gelegen in de Franse gemeente Beaumont-Hamel (departement Somme). De begraafplaats werd ontworpen door Reginald Blomfield en ligt in het veld op een halve kilometer ten noordwesten van het centrum van Beaumont. Ze is vanaf de Rue de la Montagne bereikbaar via een onverharde landweg van 320 m. Het terrein heeft een rechthoekige vorm met aan de zuidelijke zijde een driehoekige uitsprong waarin het toegangshek is geplaatst en het Cross of Sacrifice onmiddellijk daarachter. Het terrein heeft een oppervlakte van 362 m² en wordt omgeven door een natuurstenen muur.  
Er worden 279 Britten herdacht waaronder 124 niet geïdentificeerde.
De begraafplaats wordt onderhouden door de Commonwealth War Graves Commission.
Zo'n 250 m noordelijker ligt de Redan Ridge Cemetery No.3 en nog 150 m noordelijker de Redan Ridge Cemetery No.1.

## Geschiedenis
Ten noorden van het dorp ligt de zogenaamde Redan Rigde, een heuvelrug genoemd naar The Redan, een complex van Britse loopgraven. Na de Duitse terugtrekking achter de Hindenburglinie in het voorjaar van 1917 werd het slagveld door het Britse V Corps opgeruimd en werd de begraafplaats aangelegd op ongeveer 90 m ten westen van de vroegere Duitse frontlijn. De meerderheid van slachtoffers vielen op 1 juli 1916, de eerste dag van de Slag aan de Somme en behoorden tot de 4th, 29th en de 2nd Divisions. 

## Graven

### Onderscheiden militairen
- de sergeanten Alfred E. New en Frederick J. Allsworth en de korporaal G. Mills, allen van het Hampshire Regiment werden onderscheiden met de Military Medal (MM).

### Minderjarige militair
- R.F. Hillhouse, korporaal bij de Royal Dublin Fusiliers was 17 jaar toen hij sneuvelde.